# Yu Miyahara
Yu Miyahara (jap. 宮原優 Miyahara Yu; ur. 27 kwietnia 1994 w Takaoce) – japońska zapaśniczka walcząca w stylu wolnym. Dziewiąta na mistrzostwach świata w 2013.
Srebrna medalistka mistrzostw Azji w 2012 i brązowa w 2018. Pierwsza w Pucharze Świata w 2015 i 2018; druga w 2012 i 2013.
Triumfatorka igrzysk młodzieży w 2010. Mistrzyni świata juniorów z 2013 i 2014, a także kadetów w 2011 roku.